# Marc Berthomieu
Marc Berthomieu (* 9. Dezember 1906 in Marseille; † 11. März 1991 in Paris) war ein französischer Komponist.

## Leben
Berthomieu studierte am Conservatoire de Paris und erhielt dort einen Preis für Fugen- und Harmonielehre; seine dortigen Lehrer waren unter anderem André Gedalge, Noël Gallon und Henri Busser. Später war er als Musikpädagoge tätig, arbeitete auch für Rundfunk und Fernsehen und gründete 1962 das „Conservatoire Municipal du XVe arrondissement de Paris“. 1975 verlieh ihm die SACEM einen Preis für sein Gesamtwerk, 1977 folgte der Prix Maurice Yvain der Société des auteurs et compositeurs dramatiques (SACD) für seine Operetten.
Berthomieus kompositorisches Werk, das dem Neoklassizismus verpflichtet ist, umfasst Bühnenwerke (Opern und Operetten), Kammermusik (insbesondere für Flöte, Violoncello und Violine) und Lieder. Nur Weniges liegt auf Tonträgern vor. 2014 erschien eine CD mit Liedern (Mélodies sur des poèmes d'Henry Jacqueton) beim Label Hybrid'Music.